# 미시시피 머드 파이
미시시피 머드 파이(Mississippi mud pie)는 미국 미시시피주에서 유래한 것으로 추정되는 초콜릿 기반의 디저트 파이이다. 일반적으로 바삭바삭한 초콜릿 크러스트 위에 끈적한 초콜릿 소스, 브라우니, 초콜릿 커스터드가 들어있다. 일반적으로 아이스크림과 함께 먹지만 휘핑 크림, 삶은 커스터드 또는 바닐라 요구르트와 함께 먹기도 한다. 머드파이라는 명칭은 파이가 마치 진흙과 닮았다고 해서 붙여진 이름이다.

## 다양한 재료

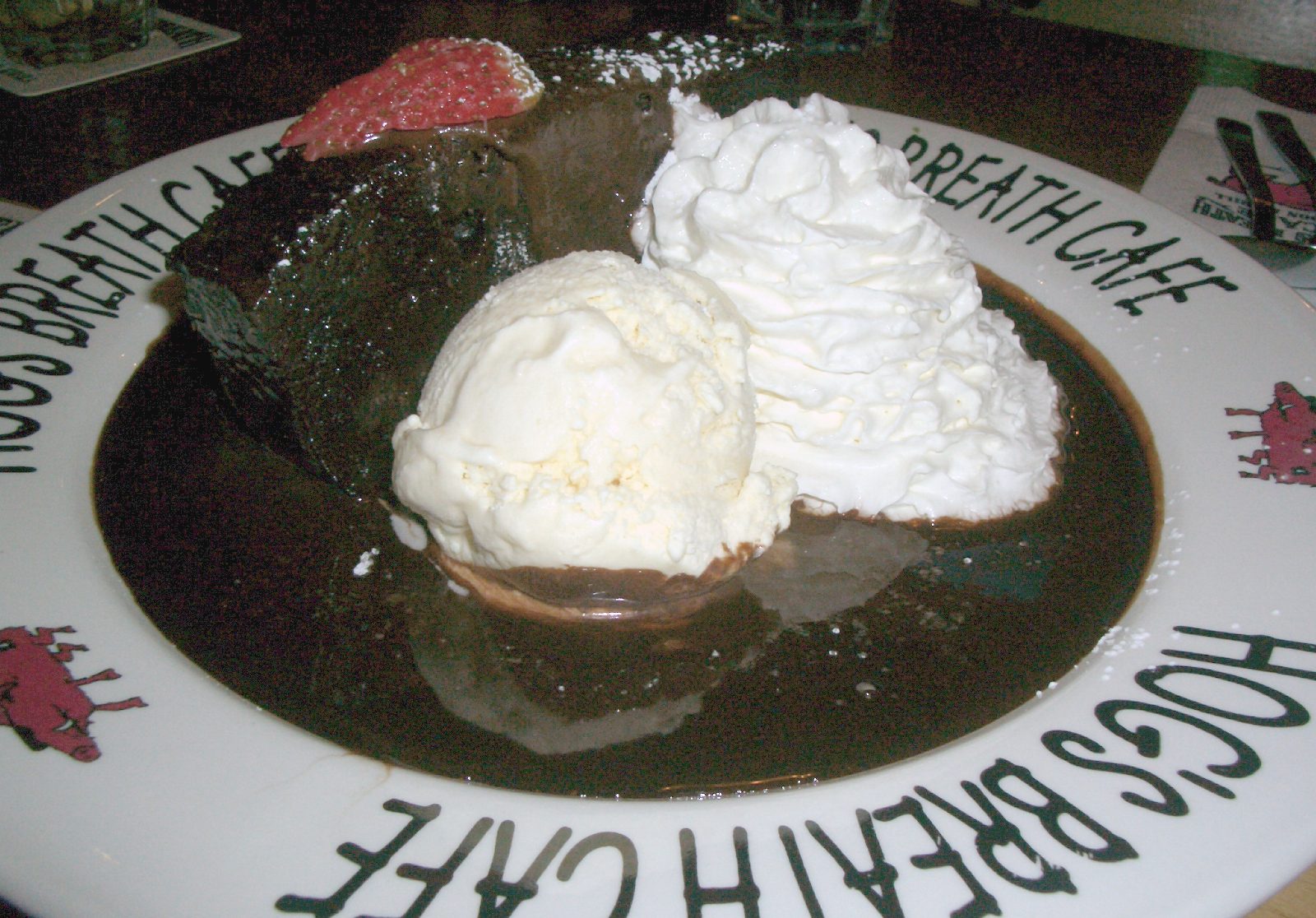
딸기와 아이스크림, 휘핑크림을 곁들인 미시시피 머드파이

미시시피 머드파이는 기본 재료 외에도 마시멜로, 피칸, 호두, 푸딩 또는 리큐어 등 다양한 재료를 첨가하여 만들기도 한다.

## 역사
"미시시피 머드파이"라는 이름은 미시시피 강둑을 닮은 촘촘한 케이크에서 유래되었다. 1975년에 처음으로 인쇄물을 통해 미시시피 머드파이라는 명칭이 알려졌다.
미시시피 머드파이의 시초는 1970년대에, 2차 세계 대전 당시 미국 남부에서 인기를 끌었던 디저트인 머드 케이크를 변형하여 만들어진 것으로 보인다.
미시시피 머드파이는 1920년대 미시시피 주 잭슨 근처의 빅스버그 지역에서 유래했을 것이라는 추측도 있다. 당시 빅스버그 지역에서 웨이트리스로 일했던 Jenny Meyer라는 여성이 녹는 초콜릿 파이가 미시시피강이 범람했을 때 미시시피강의 진흙탕 둑과 비슷하다고 생각하여 미시시피 머드파이라는 명칭을 붙였다는 설도 있다.

## 같이 보기
- 데빌스 푸드 케이크